# Crítica del trabajo

Desde 1870 la cantidad de horas de trabajo asalariado ha disminuido y el PIB per cápita ha aumentado.

La crítica del trabajo es la crítica y el deseo de abolir el trabajo como tal, y criticar lo que los críticos del trabajo consideran esclavitud asalariada.
La crítica del trabajo puede ser existencial y centrarse en cómo el trabajo puede ser y/o sentirse sin sentido, y se interpone en el camino hacia la autorrealización. Pero la crítica del trabajo también puede resaltar cómo el trabajo excesivo puede dañar la productividad de la sociedad o la sociedad misma. La crítica del trabajo también puede asumir un carácter más utilitario en el que el trabajo simplemente se interpone en el camino de la felicidad humana y de la salud.

## Historia
Muchos pensadores han criticado y deseado la abolición del trabajo ya en la antigua Grecia. Un ejemplo de un punto de vista opuesto es el tratado publicado de forma anónima titulado Essay on Trade and Commerce publicado en 1770 que afirmaba que para romper el espíritu de ociosidad e independencia del pueblo inglés, las "casas de trabajo" ideales deberían encarcelar a los pobres. Estas casas debían funcionar como "casas del terror, donde debían trabajar catorce horas al día de tal manera que cuando se descontaba la hora de la comida quedaran doce horas de trabajo completas y completas".
Puntos de vista como estos se propagaron en las décadas siguientes, por ejemplo, Thomas Malthus, que condujo a la Ley de Enmienda de la Ley de Pobres de 1834.

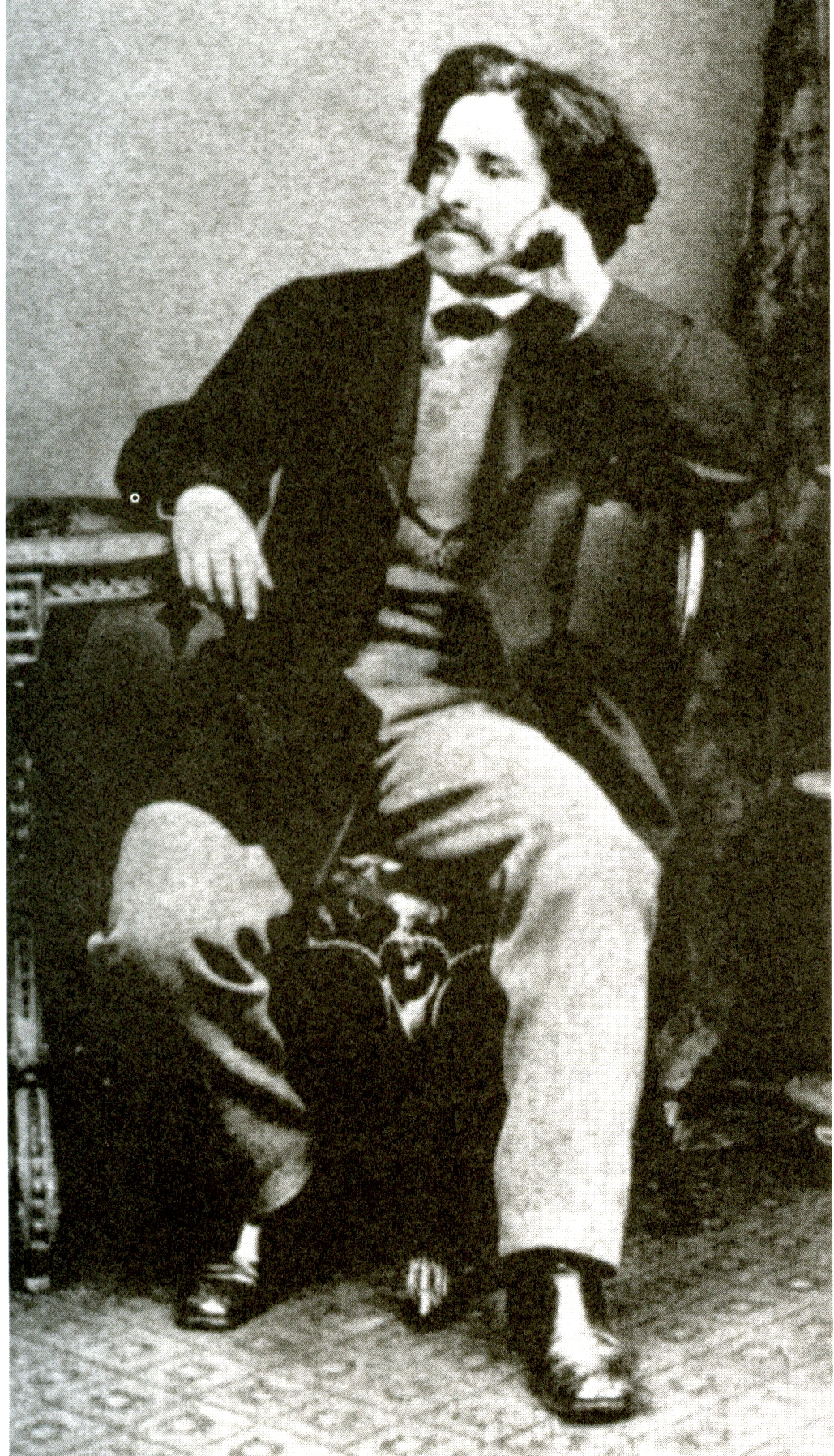
Paul Lafargue

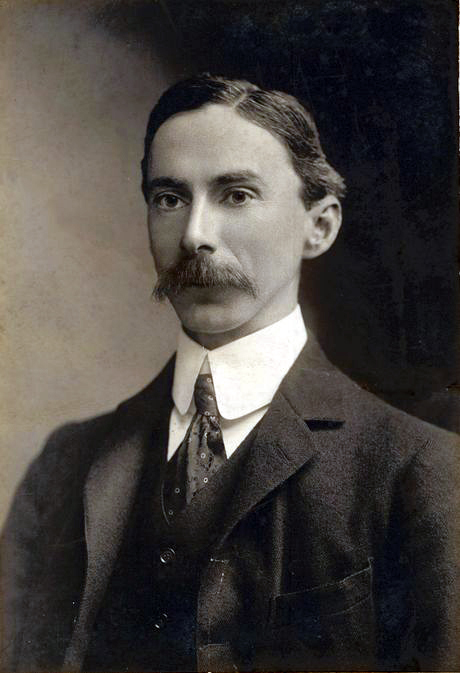
Bertrand Russell, escritor de Elogio de la ociosidad y otros ensayos

La batalla de acortar las horas de trabajo a diez horas estuvo en curso entre alrededor de la década de 1840 hasta alrededor de 1900. Sin embargo, el establecimiento de la jornada laboral de ocho horas fue significativamente más rápido, y estos movimientos sociales de jornada reducida alineados contra el trabajo lograron deshacerse de las dos horas laborales entre mediados de la década de 1880 y 1919. Durante esta época, los reformadores argumentaron que la mecanización no solo debía proporcionar bienes materiales, sino también liberar a los trabajadores de la "esclavitud" e introducirlos en el "deber" de disfrutar la vida.
Si bien la capacidad productiva aumentó enormemente con la industrialización, la gente se volvió más ocupada, mientras que uno podría haber esperado que ocurriera lo contrario. Esta era al menos la expectativa entre muchos intelectuales como Paul Lafargue. El liberal John Stuart Mill también predijo que la sociedad llegaría a una etapa en la que el crecimiento terminaría cuando la mecanización satisficiera todas las necesidades reales. Lafargue argumentó que la obsesión que la sociedad parecía tener con el trabajo perjudicó paradójicamente la productividad, que la sociedad tenía como una de sus principales justificaciones para no trabajar lo menos posible.
Durante 2021, el movimiento contra el trabajo experimentó un rápido crecimiento en línea, especialmente en el subreddit r/antiwork, que usa el lema "¡Desempleo para todos, no solo para los ricos!". A partir de julio de 2022, el subreddit tiene 2 millones de miembros y ha ayudado a los trabajadores en la huelga de Kellogg's de 2021.

### Paul Lafargue
En el libro El derecho a la pereza Lafargue afirma que: "Es una locura que la gente luche por el 'derecho' a una jornada laboral de ocho horas. En otras palabras, ocho horas de servidumbre, explotación y sufrimiento, cuando lo que hay que luchar es el ocio, la alegría y la autorrealización, y el menor número posible de horas de esclavitud".
La automatización, que ya había avanzado mucho en la época de Lafargue, podría haber reducido fácilmente la jornada laboral a tres o cuatro horas al día. Esto habría dejado una gran parte del día para las cosas que él diría que realmente queremos hacer: pasar tiempo con amigos, relajarnos, disfrutar de la vida, ser perezosos. La máquina es la salvadora de la humanidad, argumenta Lafargue, pero sólo si el tiempo de trabajo que libera se convierte en tiempo de ocio. Puede ser, debería ser, pero rara vez lo ha sido. El tiempo que se libera se convierte, según Lafargue, generalmente en más horas de trabajo, que en su opinión son solo más horas de trabajo y trabajo pesado.

### Bertrand Russell
El libro de Russell Elogio de la ociosidad es una colección de ensayos sobre temas de sociología y filosofía. Russell argumenta que si la carga del trabajo se repartiera por igual entre todos, lo que resultaría en menos horas de trabajo, el desempleo desaparecería. Como resultado, la felicidad humana también aumentaría, ya que las personas podrían disfrutar de su nuevo tiempo libre, lo que aumentaría aún más la cantidad de ciencia y arte.  Russell, por ejemplo, afirmó que "los métodos modernos de producción nos han brindado la posibilidad de comodidad y seguridad para todos; hemos elegido, en cambio, tener exceso de trabajo para algunos y hambre para otros. Hasta ahora hemos seguido siendo tan enérgicos como antes de que existieran las máquinas; en esto hemos sido insensatos".

## Era contemporánea

### David Graeber
El antropólogo David Graeber ha escrito sobre los trabajos de mierda, que son trabajos que no tienen sentido y no aportan nada que valga la pena, ni siquiera dañan a la sociedad. Graeber también afirma que los trabajos de mierda a menudo no son los peor pagados.

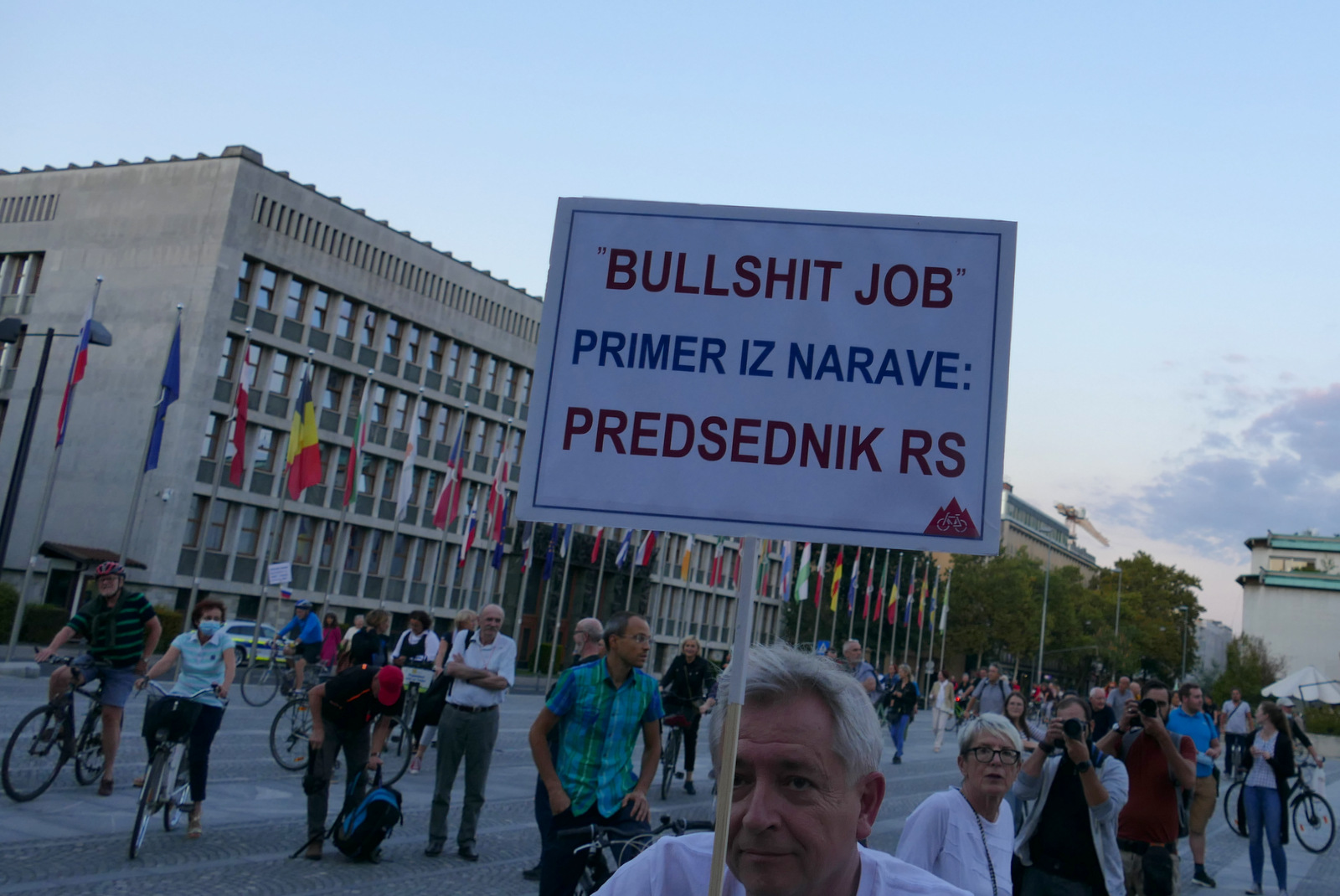
Hombre con un letrero que se traduce aproximadamente como: "Ejemplo de trabajo de mierda de la naturaleza: presidente de la República de Eslovenia"

Los trabajos de mierda pueden incluir tareas como estas:
- Vigilar una bandeja de entrada que recibió correos electrónicos simplemente para copiarlos y pegarlos en otro formulario.[19]
- Ser contratado para parecer ocupado.[19]
- Trabajar con pulsadores en un ascensor.[19]
- Haz que los demás se vean o se sientan importantes.[19]
- Roles que existen simplemente porque otras instituciones emplean personas en los mismos roles.[19]
- Empleados que simplemente resuelven problemas que podrían solucionarse de una vez por todas o eliminarse de forma automática.[19]
- Personas que son contratadas para que las instituciones puedan afirmar que hacen algo, que en realidad no están haciendo.[19]
- Trabajos donde lo más importante es sentarse en el lugar correcto, como trabajar en una recepción y reenviar correos electrónicos a alguien que tiene la tarea de leerlos.[19]

### Frédéric Lordon
En Willing Slaves of Capital: Spinoza and Marx on Desire, el economista y filósofo francés Frédéric Lordon reflexiona sobre por qué las personas aceptan aplazar o incluso reemplazar sus propios deseos y objetivos con los de una organización. "En última instancia, es bastante extraño", escribe, "que la gente debería 'aceptar' ocuparse al servicio de un deseo que originalmente no era el suyo". Lordon argumenta que la rendición de la voluntad se produce a través de la captura por parte de las organizaciones del "deseo básico" de los trabajadores: la voluntad de sobrevivir.
Pero esta voluntad de los trabajadores de alinearse con los objetivos de una empresa se debe no solo a lo que se puede llamar "gerencialismo" (las formas en que una empresa coopta la individualidad a través de salarios, reglas y beneficios), sino a la psicología de la los propios trabajadores, cuyas "psiques... realizan a veces asombrosas hazañas de compartimentación". Entonces, el consentimiento para trabajar en sí mismo se vuelve problemático y preocupante; como se captura en el título del libro de Lordon, los trabajadores son "esclavos dispuestos".

### Franco "Bifo" Berardi
Franco Berardi, un pensador autonomista italiano, sugiere en The Soul at Work: From Alienation to Autonomy, que el capitalismo ha aprovechado los deseos modernos de autonomía e independencia:
Ningún deseo, ninguna vitalidad parece existir ya fuera de la empresa económica, fuera del trabajo productivo y de los negocios. El capital pudo renovar su energía psíquica, ideológica y económica, específicamente gracias a la absorción de la creatividad, el deseo y los impulsos individualistas y libertarios de autorrealización.
Los trabajadores del conocimiento, o lo que Barardi llama el "cognitariado", están lejos de estar libres de esta cooptación. Las personas en estos trabajos, dice, han sufrido una especie de taylorización de su trabajo a través de la parcelación y la rutinización incluso de las actividades creativas.

### George Alliger
En el libro de 2022 Anti-Work: Psychological Investigations into Its Truths, Problems, and Solutions, el psicólogo del trabajo Alliger propone sistematizar el pensamiento anti-trabajo al sugerir un conjunto de casi 20 proposiciones que caracterizan este tema. Se basa en una amplia variedad de fuentes; algunas de las proposiciones o principios son:
- El trabajo exige sumisión y es perjudicial para la psiquis humana.
- La idea de que el trabajo es "bueno" es un desarrollo moderno y nocivo.
- Los aspectos tediosos, aburridos y agotadores del trabajo caracterizan la mayor parte del tiempo que se dedica a muchos y probablemente incluso a todos los trabajos.
- El trabajo es subjetivamente "alienante" y sin sentido debido a la falta de conexión honesta de los trabajadores con la organización y sus objetivos y resultados.[22]

Alliger proporciona una discusión de cada proposición y considera cómo los trabajadores, así como los psicólogos, pueden responder mejor a las dificultades y desafíos existenciales del trabajo.

### Guy Debord
Uno de los fundadores de la Internacional Situacionista en Francia (que ayudó a inspirar la revuelta estudiantil de 1968), Guy Debord escribió el influyente La sociedad del espectáculo (La société du spectacle).  Sugirió que, dado que toda la actividad real, incluido el trabajo, se ha encauzado en la producción del espectáculo, no puede haber libertad del trabajo, incluso si el tiempo libre aumenta. Es decir, puesto que el ocio sólo puede ser ocio dentro de las actividades planificadas del espectáculo, y puesto que el trabajo enajenado ayuda a reproducir ese espectáculo, tampoco hay escapatoria del trabajo dentro de los límites del espectáculo.  Debord también utilizó el eslogan "NUNCA TRABAJAR", que inicialmente pintó como graffiti, y en adelante vino a enfatizar que "no podía considerarse un consejo superfluo".

## Ética anti-trabajo

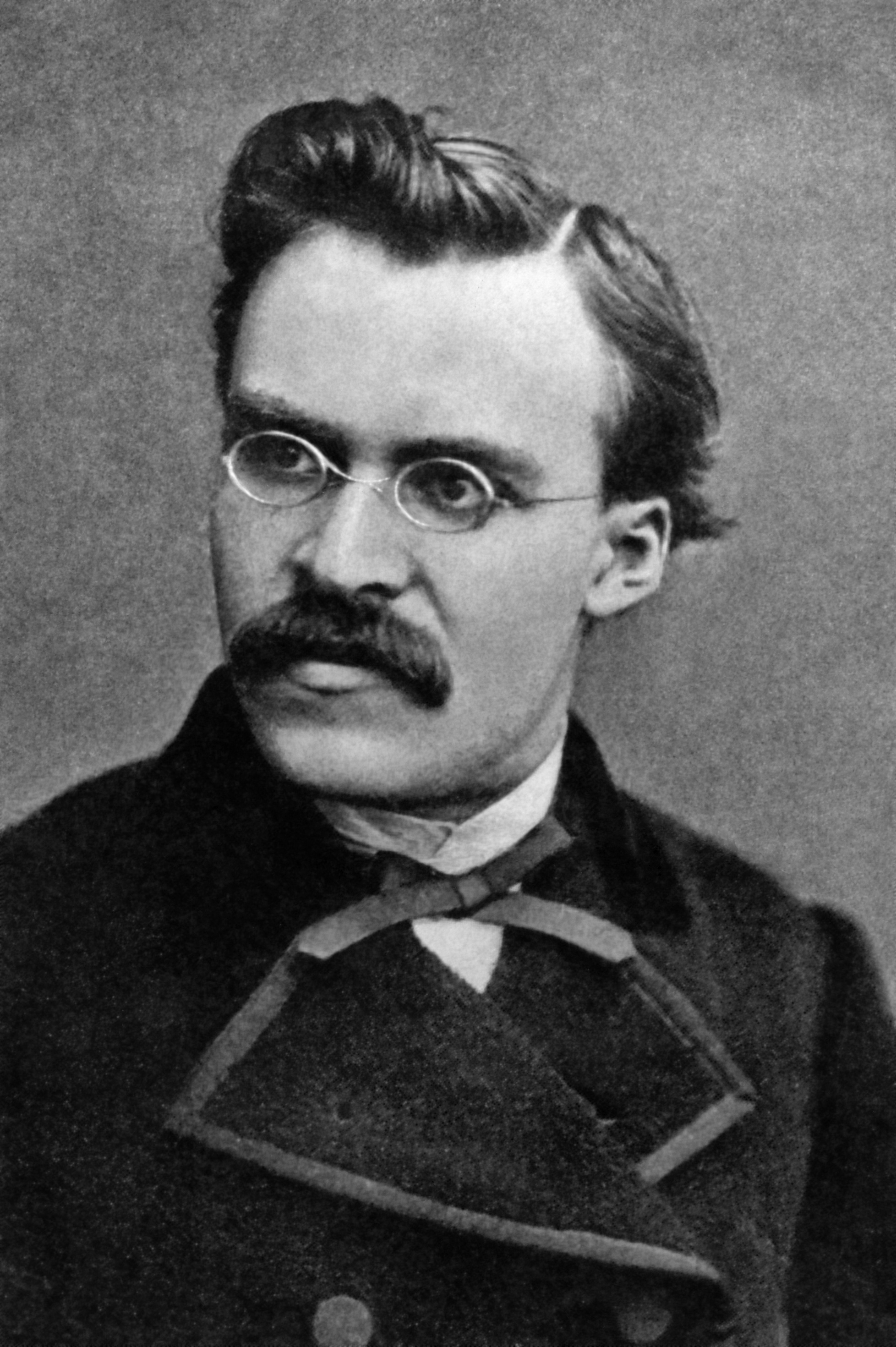
Friedrich Nietzsche

Friedrich Nietzsche rechazó la ética del trabajo, considerándola perjudicial para el desarrollo de la razón, así como para el desarrollo del individuo, etc. En Aurora, escribió:
Los loadores del trabajo.—En la magnificación del «trabajo», en el incansable hablar de la «bendición del trabajo», veo la misma idea oculta existente en la alabanza de las acciones impersonales de interés general: las del temor a todo lo individual. En el fondo, hoy día, al contemplar el trabajo —siempre nos referimos con tal a esa dura laboriosidad desde el alba hasta el anochecer—se siente que un trabajo semejante es la mejor policía, que reprime a cualquiera y que sabe impedir con violencia el desarrollo de la razón, de la codicia, del ansia de independencia. Pues consume una energía nerviosa tan extraordinaria que se la arrebata a la reflexión, a la cavilación, al sueño, a la preocupación, al amar, al odiar, coloca siempre en el punto de mira un objetivo pequeño y otorga livianas y regulares satisfacciones. Así, una sociedad en la que se trabaja duro de forma continuada acabará teniendo más seguridad; y la seguridad es adora-da hoy día como la divinidad suprema. ¡Pero cómo! ¡Horror! ¡Precisamente el «trabajador» se ha vuelto peli-groso! ¡Hay un pulular de «individuos peligrosos»! ¡Y tras ellos el peligro de los peligros: el individuo!

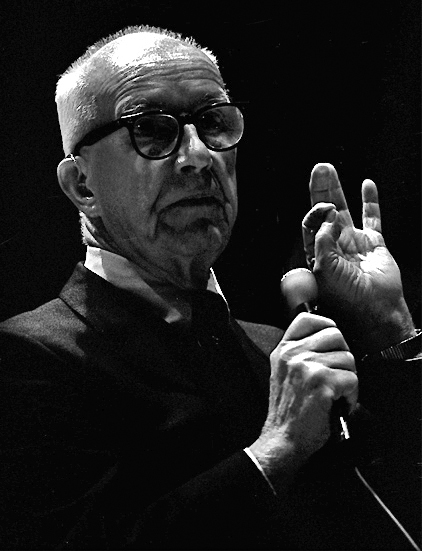
Buckminster Fuller

El arquitecto, filósofo, diseñador y futurista estadounidense Buckminster Fuller presentó un argumento similar que rechazaba la noción de que las personas deberían verse obligadas de facto a vender su trabajo para tener derecho a una vida digna.
Particularmente en los círculos anarquistas, algunos creen que el trabajo se ha vuelto altamente alienado a lo largo de la historia y es fundamentalmente infeliz y oneroso, y por lo tanto no debería ser impuesto por medios económicos o políticos. En este contexto, algunos piden la introducción de una renta básica incondicional o una semana laboral más corta, como la semana laboral de 4 días.

### Medios de comunicación
The Idler es una revista británica bimensual dedicada al espíritu de la "ocio". Fue fundada en 1993 por Tom Hodgkinson y Gavin Pretor-Pinney con la intención de explorar formas alternativas de trabajar y vivir.
La comunidad antitrabajo organizada más grande en Internet es el subreddit r/antiwork en Reddit con (hasta diciembre de 2021) más de 1,4 millones de miembros, que se llaman a sí mismos "ociosos" y piden "Desempleo para todos, no solo los ricos!".

## En arte
El Servicio Sueco de Libertad Pública es un proyecto de arte conceptual que se lleva a cabo desde 2014 y promueve un mensaje anti-trabajo. Uno de los artistas involucrados argumentó en relación con el proyecto que "los cambios en los últimos 200 años siempre han sido cambios en el poder, mientras que no ha cambiado mucho lo que es fundamental para la construcción de la sociedad. Estamos en gran parte marinados en la creencia de que el trabajo asalariado debe ser central".

## Lectura adicional
- Berardi, Franco. (2009). The soul at work: from alienation to autonomy. Los Angeles, CA: Semiotext(e
- Danaher, John (2019). Automation and utopia: human flourishing in a world without work. Cambridge, Massachusetts: Harvard University Press
- Frayne, David (2015). The refusal of work: the theory and practice of resistance to work. London: Zed Books
- Lafargue, Paul (2011). The right to be lazy: [essays] by Paul Lafargue. Oakland, CA: C. H. Kerr & Co. & AK Press
- Paulsen, Roland (2014). Empty labor: idleness and workplace resistance. Cambridge: Cambridge University Press
- Russell, Bertrand (2004). In praise of idleness and other essays. New ed. London: Routledge
- Seyferth, Peter (2019). «Anti-work: A Stab in the Heart of Capitalism».  En Kinna; Gordon, eds. Routledge Handbook of Radical Politics. New York: Routledge, Taylor & Francis Group. pp. 374-390. ISBN 978-1-138-66542-2.
- Susskind, Daniel (2020). A world without work: technology, automation, and how we should respond. London: Allen Lane
- Weeks, Kathi (2011). The problem with work: feminism, Marxism, antiwork politics, and postwork imaginaries. Durham: Duke University Press